# 1-ブチル-3-メチルイミダゾリウムビス(トリフルオロメタンスルホニル)イミド
1-ブチル-3-メチルイミダゾリウムビス(トリフルオロメタンスルホニル)イミド（英: 1-Butyl-3-methylimidazolium Bis(trifluoromethanesulfonyl)imide、BMIM TFSI）は、イオン液体である。

## 調製および合成
1-ブチル-3-メチルイミダゾリウムビス(トリフルオロメタンスルホニル)イミドは、水中で塩化1-ブチル-3-メチルイミダゾリウム（C8H15ClN2）とリチウムビス(トリフルオロメタンスルホニル)イミド（C2F6LiNO4S2）を反応させることによって調製できる。二つの相が生成し、その下層がそのイオン液体である。

## 特性
1-ブチル-3-メチルイミダゾリウムビス(トリフルオロメタンスルホニル)イミドは、イオン液体であり非常に熱安定性が高く、水に不溶の化合物である。また、可燃性ではなく、室温で測定可能な蒸気圧も持っておらず、融点は2 °Cである。370 °Cを超えると、空気存在下で強い発熱分解が起こる。すると、二酸化炭素、一酸化炭素、二酸化硫黄、およびフルオロホルムが分解生成物として検出される。分解熱は−423 kJ·mol−1または、−1009 kJ·kg−1である。

## 用途
1-ブチル-3-メチルイミダゾリウムビス(トリフルオロメタンスルホニル)イミドは、他の多くのイオン液体と同様に、有機合成に用いられる。イオンの構造にもよるが、極性溶媒である。1-ブチル-3-メチルイミダゾリウムビス(トリフルオロメタンスルホニル)イミドは、他の多くのイオン液体と同様に、水とも他の多くの有機溶媒とも混和しない。そのため、反応物は反応後に抽出され、そのイオン液体は再び使用することができる。